# Psalidothrips
Psalidothrips är ett släkte av insekter. Psalidothrips ingår i familjen rörtripsar.
Kladogram enligt Catalogue of Life:
| Psalidothrips | \| \| Psalidothrips moeone \| \| \| \| \| \| Psalidothrips tane \| \| \| \| \| \| Psalidothrips taylori \| \| \| \| |
|               | \| \| Psalidothrips moeone \| \| \| \| \| \| Psalidothrips tane \| \| \| \| \| \| Psalidothrips taylori \| \| \| \| |
|               | Psalidothrips moeone                                                                                                |
|               | |
|               | Psalidothrips tane                                                                                                  |
|               | |
|               | Psalidothrips taylori                                                                                               |
|               | |